# Vườn bách thảo Buenos Aires
Vườn bách thảo Buenos Aires (Tên đầy đủ trong tiếng Tây Ban Nha: Jardín Botánico Carlos Thays de la Ciudad Autónoma de Buenos Aires) là một vườn bách thảo nằm ở Palermo của Buenos Aires, Argentina. Khu vườn có hình tam giác được bao bọc bởi Đại lộ Santa Fe, Las Heras và đường República Árabe Siria.
Khu vườn là một Di tích Lịch sử Quốc gia Argentina vào năm 1996. Nó có tổng diện tích 6.9772 hecta (17.241 mẫu Anh), là bộ sưu tập với khoảng 5.500 loài thực vật, cây cối và cây bụi, cũng như một số tác phẩm điêu khắc, tượng đài và năm nhà kính.

## Hình ảnh

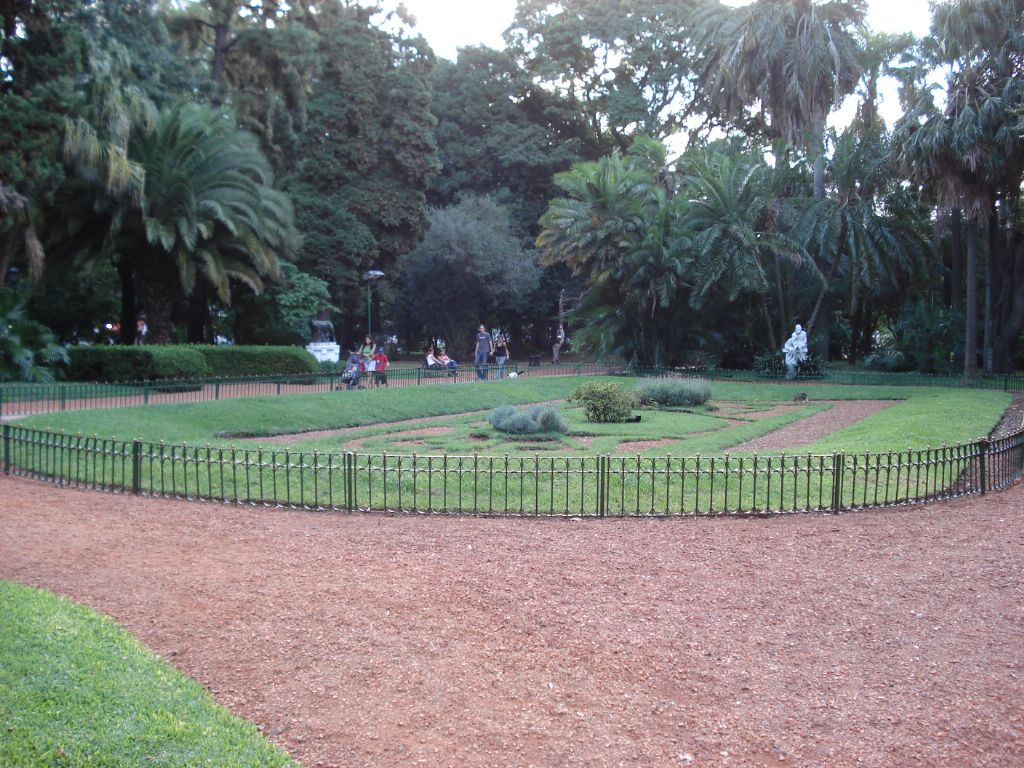
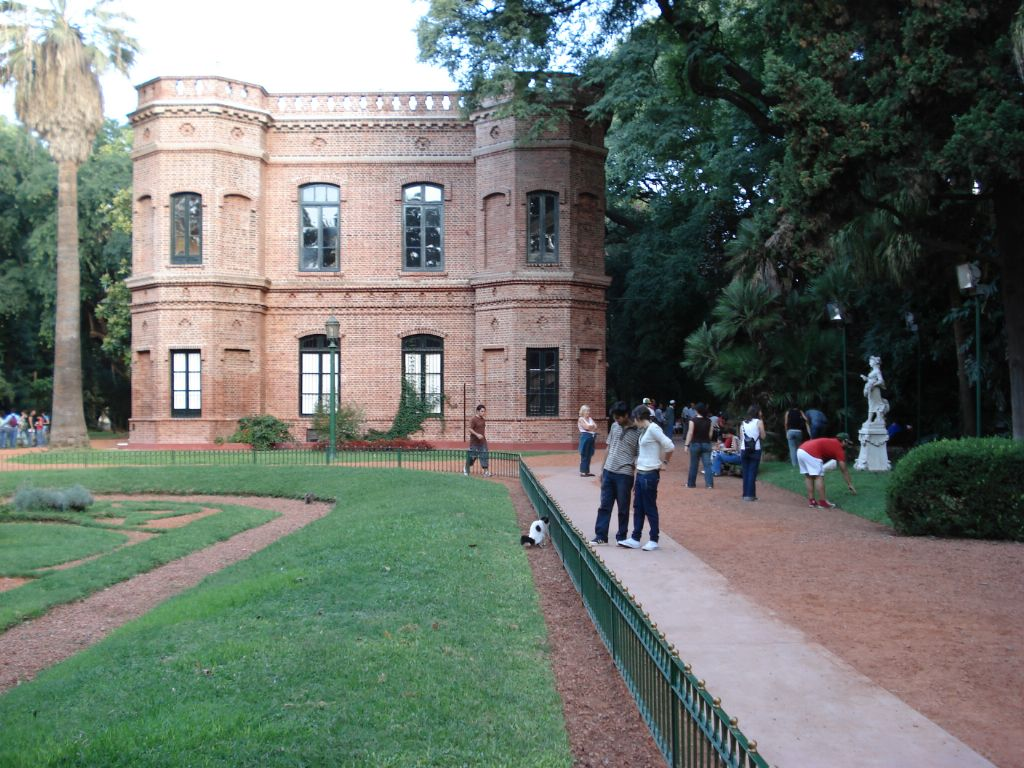
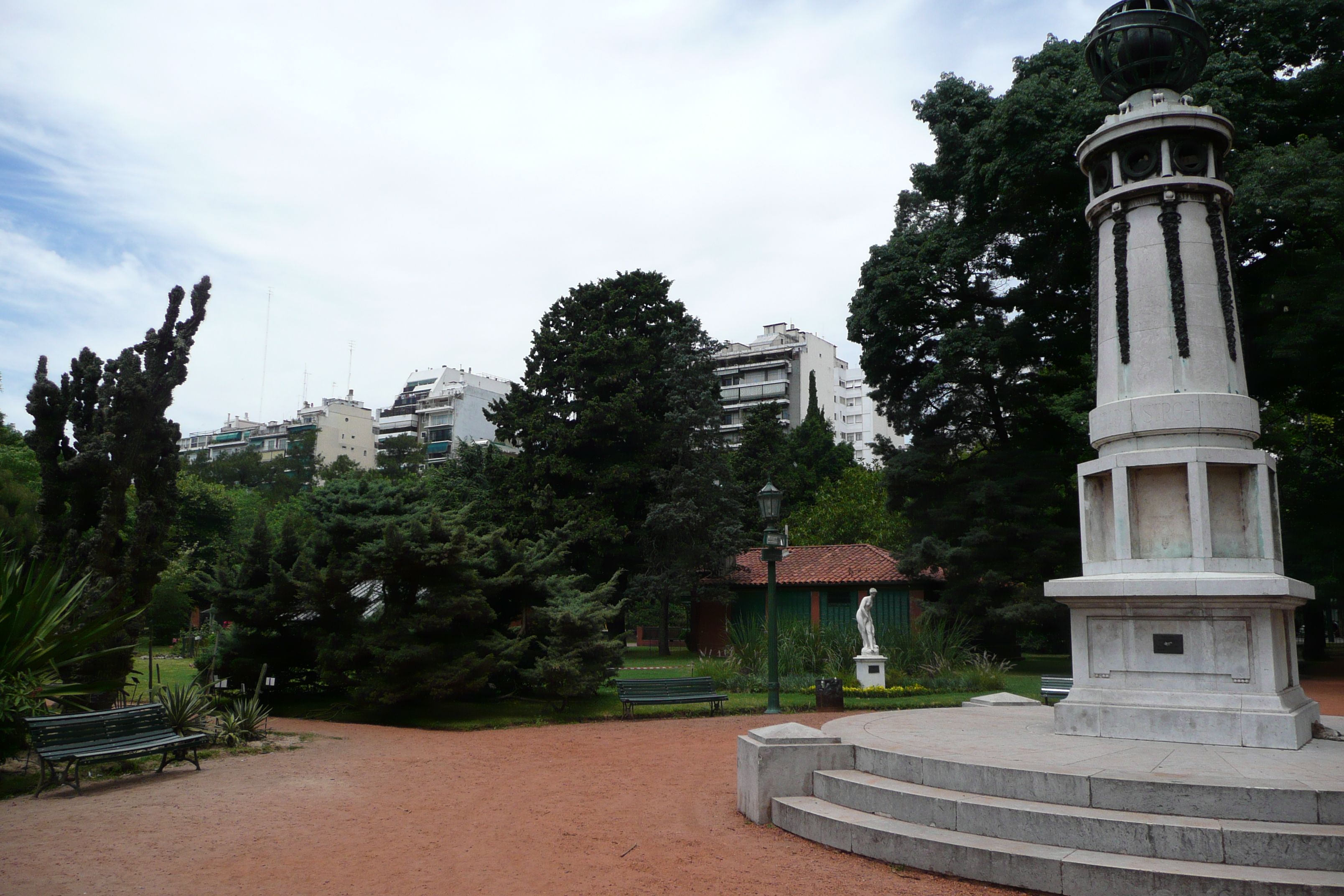
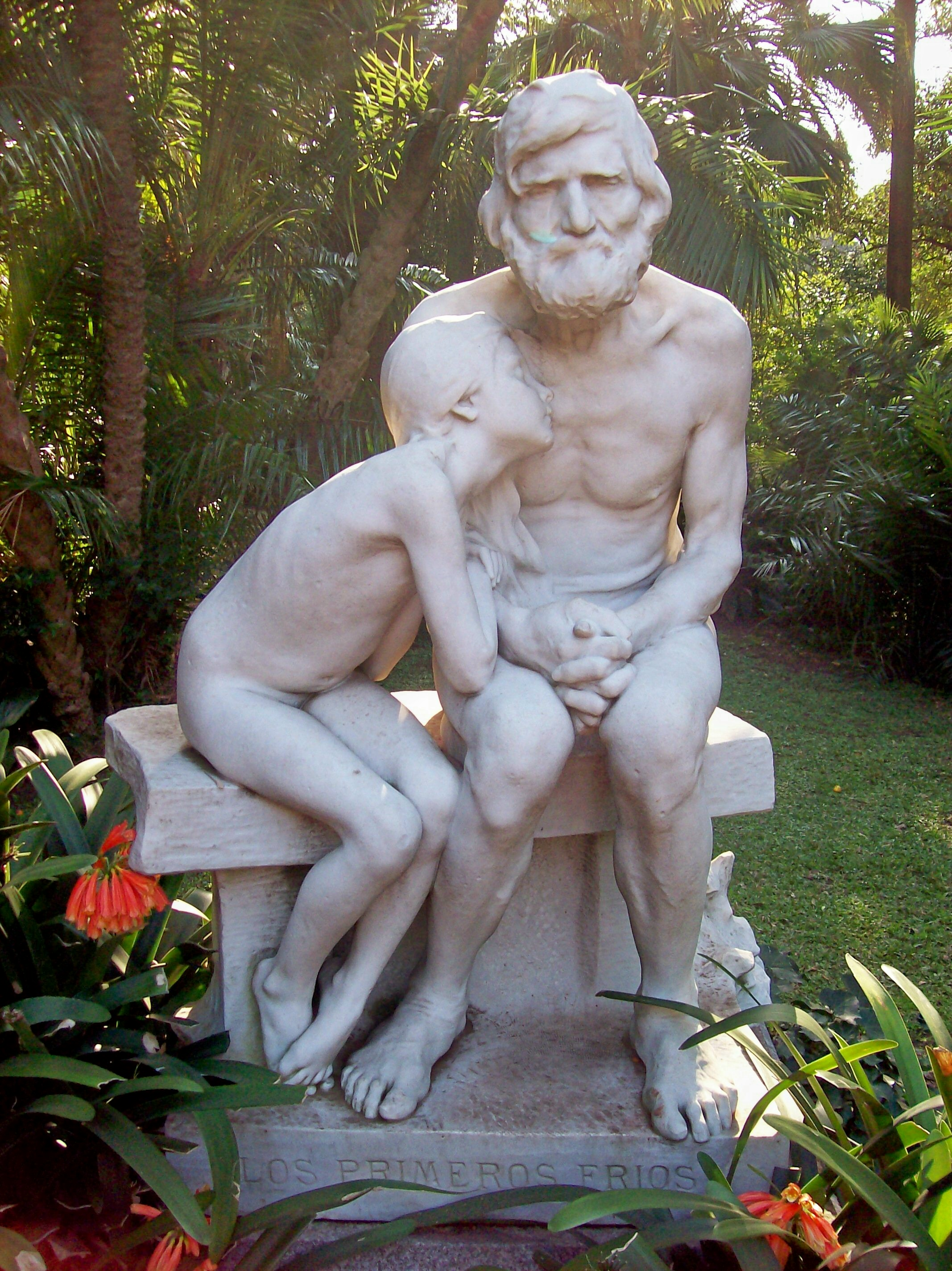
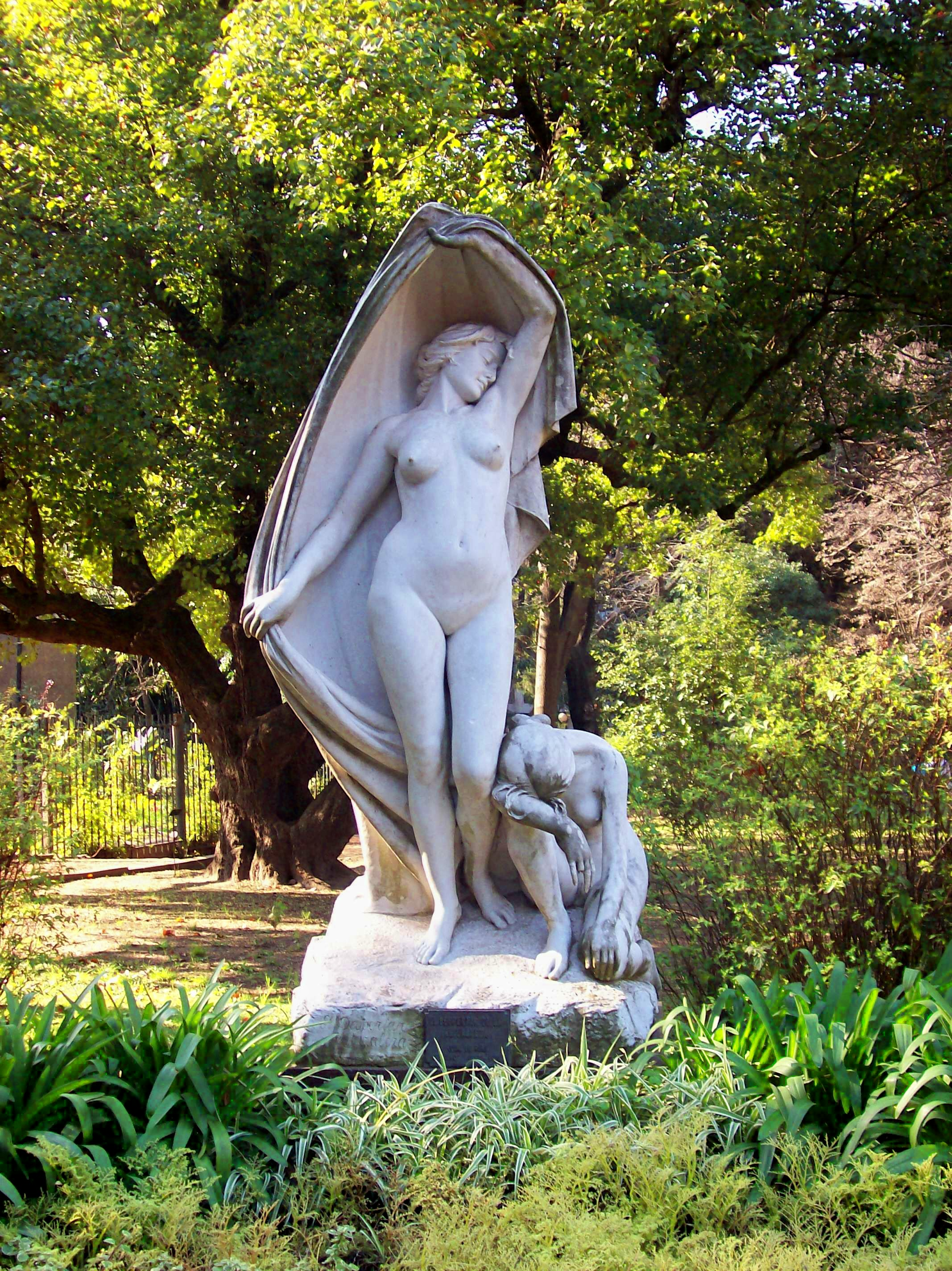
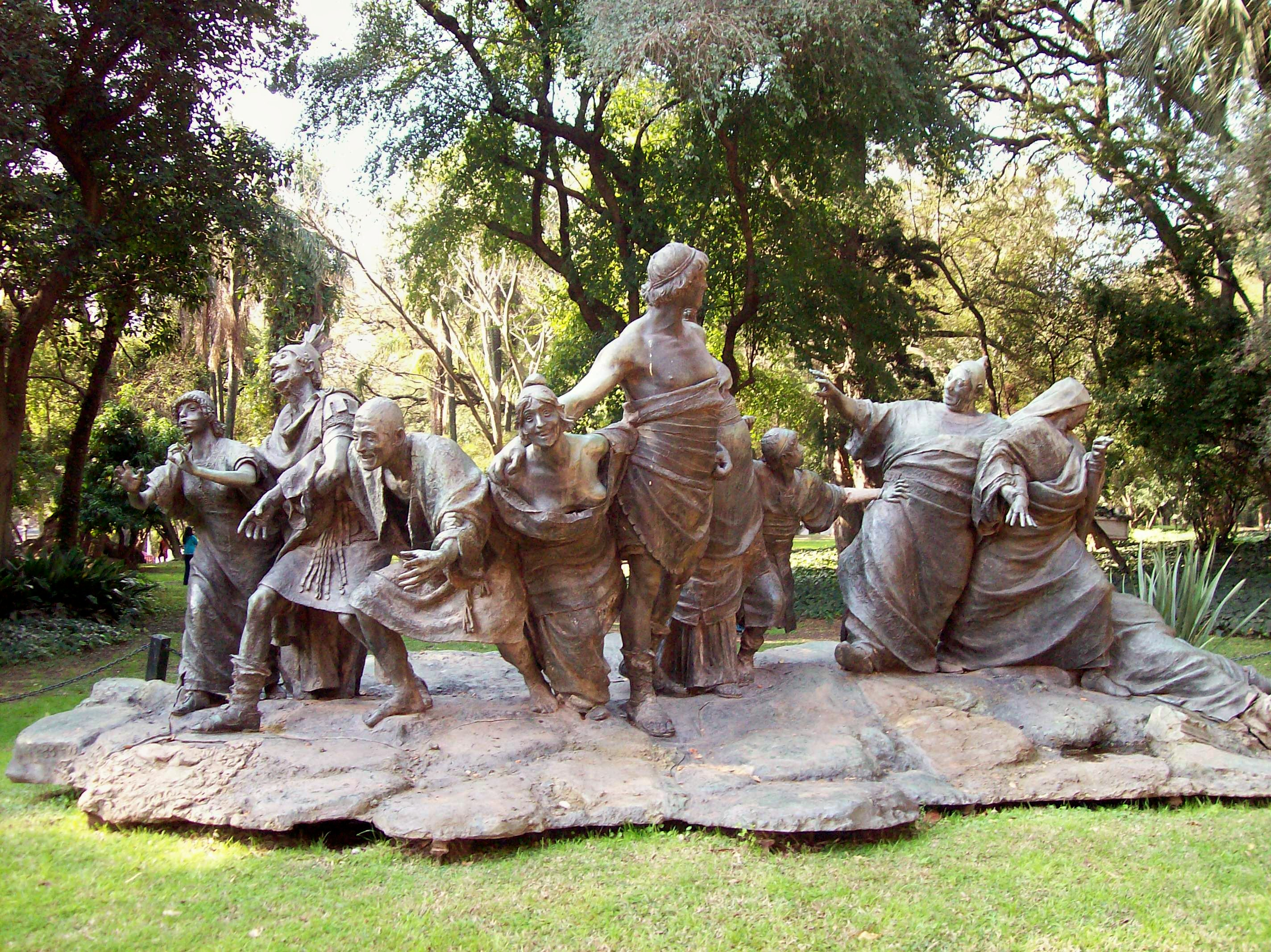